# Portalón lateral

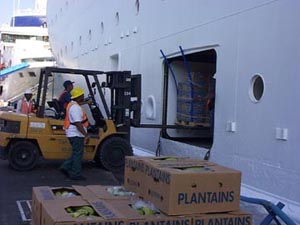
Embarque de provisiones por el portalón lateral.

En náutica, el portalón lateral es una abertura practicada en el casco de un buque
sobre sus laterales de babor y estribor por encima de la línea de máxima flotación para facilitar el embarque de mercancías, provisiones o pasajeros.
Dado que estos portalones se ubican por debajo de la cubierta principal su cierre debe ser perfectamente estanco y al mismo tiempo como debilita la estructura de la viga-buque, todo su perímetro debe reforzarse para compensar este debilitamiento. Tienen la ventaja operativa de quedar a nivel del muelle, por lo que se facilitan y agilizan enormemente las tareas de reabastecimiento. Son muy empleados en la construcción naval de transbordadores, ferries, y buques de pasaje que tienen breves estadías en puerto.
- Datos: Q108736971
- Multimedia: Side gates on ships / Q108736971